# Walter Sickert
Walter Richard Sickert RA RBA (Royal Society of British Artists) (31. května 1860, Mnichov, Německo – 22. ledna 1942, Bath, Somerset, Anglie) byl britský malíř a grafik, který byl členem skupiny Camden Town Group postimpresionistických umělců z počátku 20. století v Londýně. Výrazně ovlivnil britský styl avantgardního umění od poloviny do konce 20. století.
Sickert byl kosmopolitní a výstřední. Ukazoval na svých obrazech často obyčejné lidi a městské scény. Jeho tvorba ale zahrnuje také portréty známých osobností a obrazy vytvořené na základě otištěných fotografií. Je považován za významnou postavu přechodu od impresionismu k modernismu.

## Životopis
Sickert se narodil v Mnichově v Německu 31. května 1860 jako nejstarší syn dánsko-německého umělce Oswalda Sickerta a jeho manželky Eleanor Louisy Henry, která byla nevlastní dcerou britského astronoma Richarda Sheepshankse. V roce 1868, po německé anexi Šlesvicko-Holštýnska, se rodina usadila v Británii, kde Oswaldovo dílo doporučila baronka Rebecca von Kreusser Ralphovi Nicholsonovi Wornumovi, který byl v té době kurátorem National Gallery. Rodina získala britskou státní příslušnost. Mladý Sickert byl poslán na londýnskou univerzitu College School, kde studoval v letech 1870 až 1871, poté přešel na King's College School, kde studoval až do svých osmnácti let. Ačkoli byl synem a vnukem malířů, nejprve se rozhodl pro hereckou kariéru. Objevil se v malých rolích ve společnosti Sira Henryho Irvinga. V roce 1881 začal studovat umění na Slade School. Na škole zůstal necelý rok. Odešel aby se stal žákem a asistentem malíře a grafika Jamese Abbotta McNeilla Whistlera. Sickertovy nejranější obrazy byly malé studie tvořené technikou Alla prima – italsky „na první“, kdy umělec chce během malování v plenéru zachytit co nejvěrněji zobrazovaný výjev či pocit. Musí tedy pracovat rychle, celý obraz tvoří na jeden zátah, do mokrých barev. Příkladem použití této techniky mu byl právě Whistler.

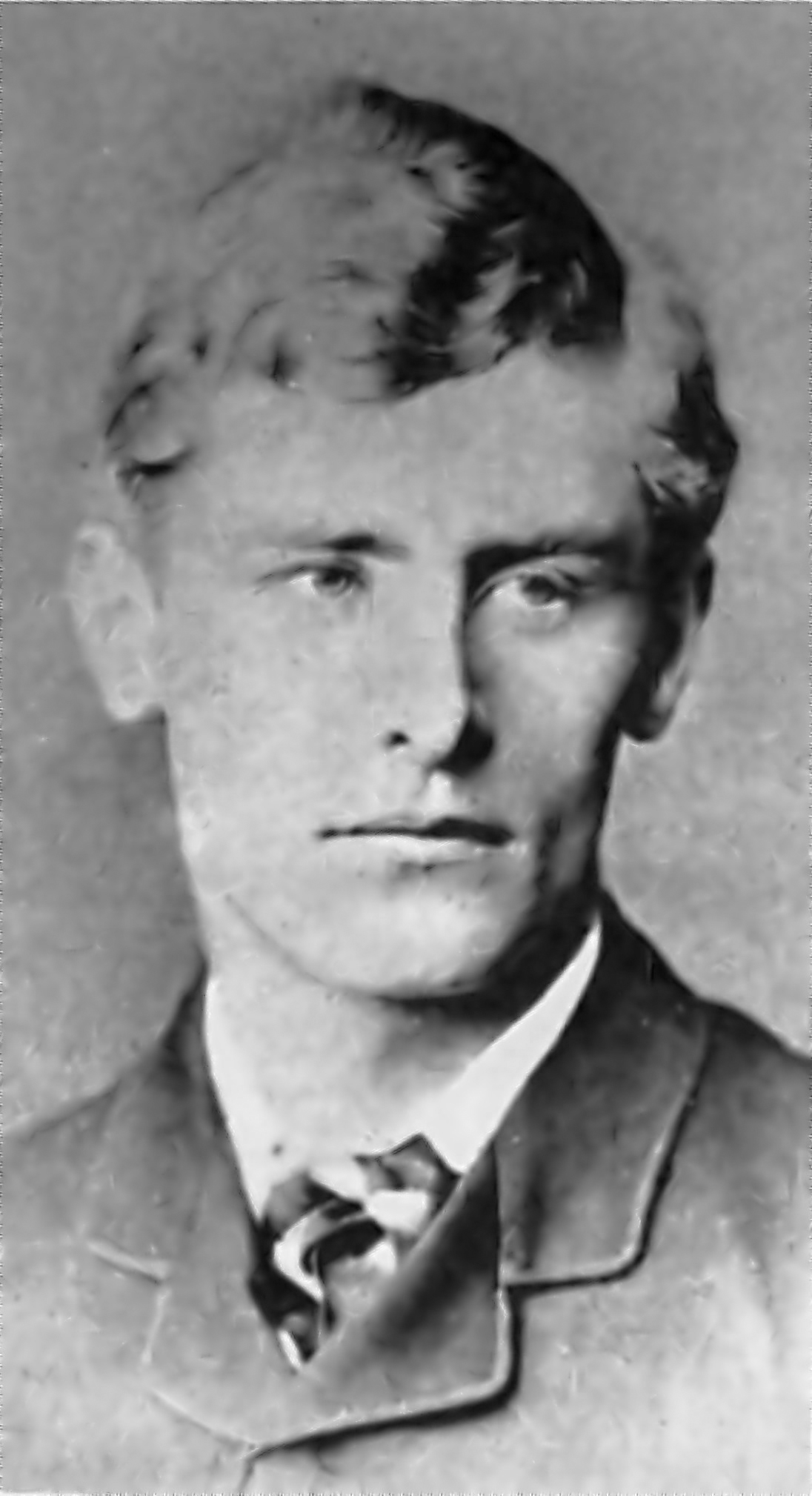
Portrét W. Sickerta z roku 1884

V roce 1883 Sickert odcestoval do Paříže a setkal se zde s Edgarem Degasem, jehož využití obrazového prostoru a důraz na kresbu mělo na Sickertovu tvorbu silný vliv. Vyvinul osobní verzi impresionismu, která upřednostňuje pochmurné zabarvení. Na základě Degasovy rady Sickert maloval ve studiu a pracoval na základě kresby a z paměti, označoval to jako únik z „tyranie přírody“. V roce 1888 se Sickert připojil ke skupině francouzských realistických umělců New English Art Club, vytvořené jako alternativa k Royal Academy of Arts. Sickertova první významná díla z konce 80. let 19. století zobrazovala scény z londýnských kabaretů a hudebních divadel. Jeden ze dvou obrazů, které vystavoval na NEAC (New English Art Club) v dubnu 1888, nazvaný Katie Lawrence at Gatti's ukazuje tehdejší populární zpěvačku. Obraz vyvolal velkou kontroverzi „více vzrušující než byla kterákoliv debata kolem anglického obrazu z konce 19. století“. Sickertovo ztvárnění zpěvačky bylo odsouzeno jako ohavné a vulgární a jeho volba námětu byla komentována jako politováníhodná, příliš drsná pro umění, neboť tyto umělkyně byly obecně považovány za stejně nemorální jako prostitutky. Téma obrazu predikovalo Sickertův budoucí zájem o sexuálně provokativní témata.
Koncem 80. let 19. století trávil Sickert většinu času ve Francii, zejména v Dieppe, které poprvé navštívil v polovině roku 1885 a kde žila jeho milenka a možná i nemanželský syn. Během tohoto období Sickert začal psát uměleckou kritiku pro různé publikace, včetně týdeníku „The Whirlwind“ založeného Herbertem Vivianem a Ruaraidhem Erskinem (rodné jméno Stuart Richard Erskin). V letech 1894 až 1904 jezdil Sickert často do Benátek. Nejprve bylo tématem jeho obrazů samo město. Během pobytu v Benátkách v letech 1903–04 byl nucen vzhledem k nepříznivému počasí pracovat v ateliéru. Vyvinul v té době osobitý přístup k zobrazení postav, na kterém dále pracoval i po svém návratu do Británie. Modelem na mnoha jeho obrazech z Benátek byly nejspíše prostitutky, které Sickert poznal jako klient.

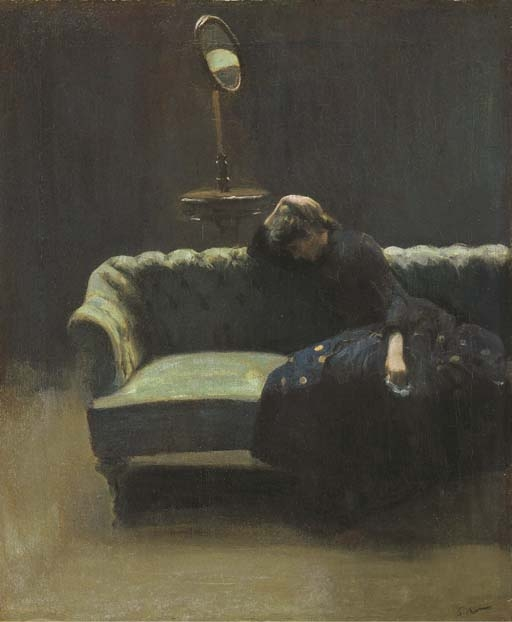
Po zkoušce, portrét Helen Carte), asi 1885. Podle katalogu Christie's z roku 1992: „Portrétní studie slečny Helen Couper-Blackové, generální ředitelky operní společnosti D'Oyly Carte, která se po zkoušce vyčerpáním zhroutila na pohovku“.

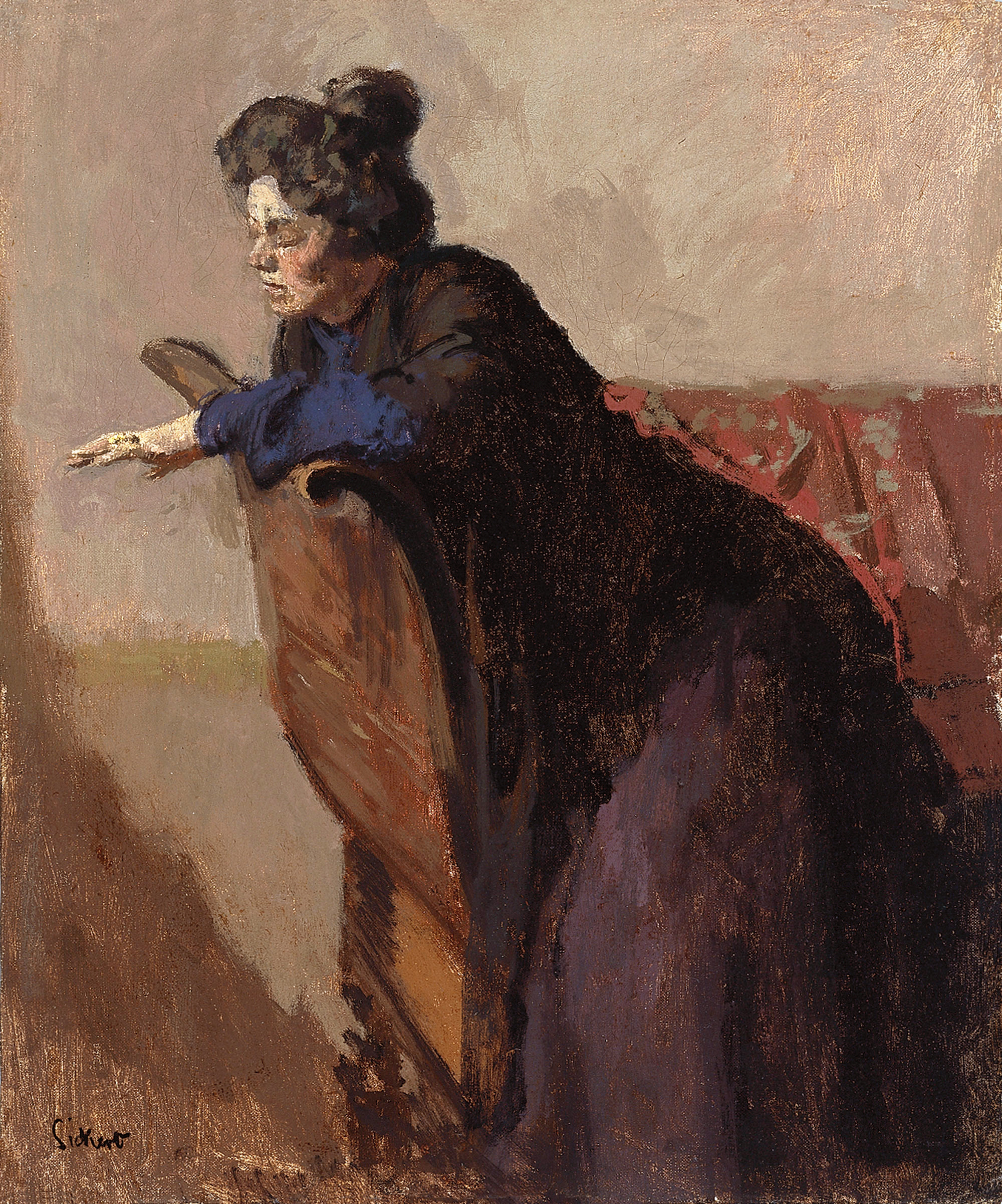
La Giuseppina, prsten (1903–1905)

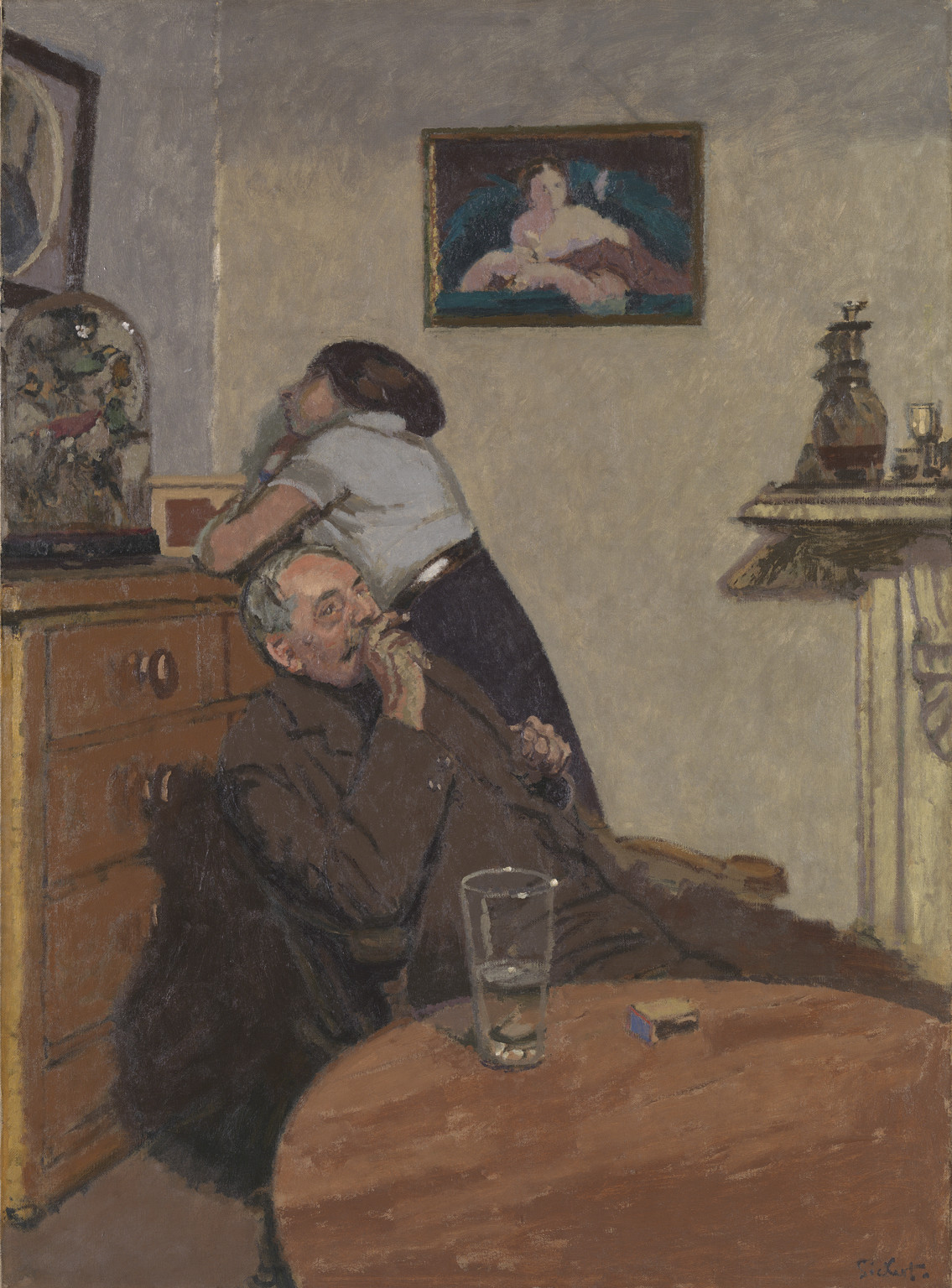
Ennui (1914), Tate Britain

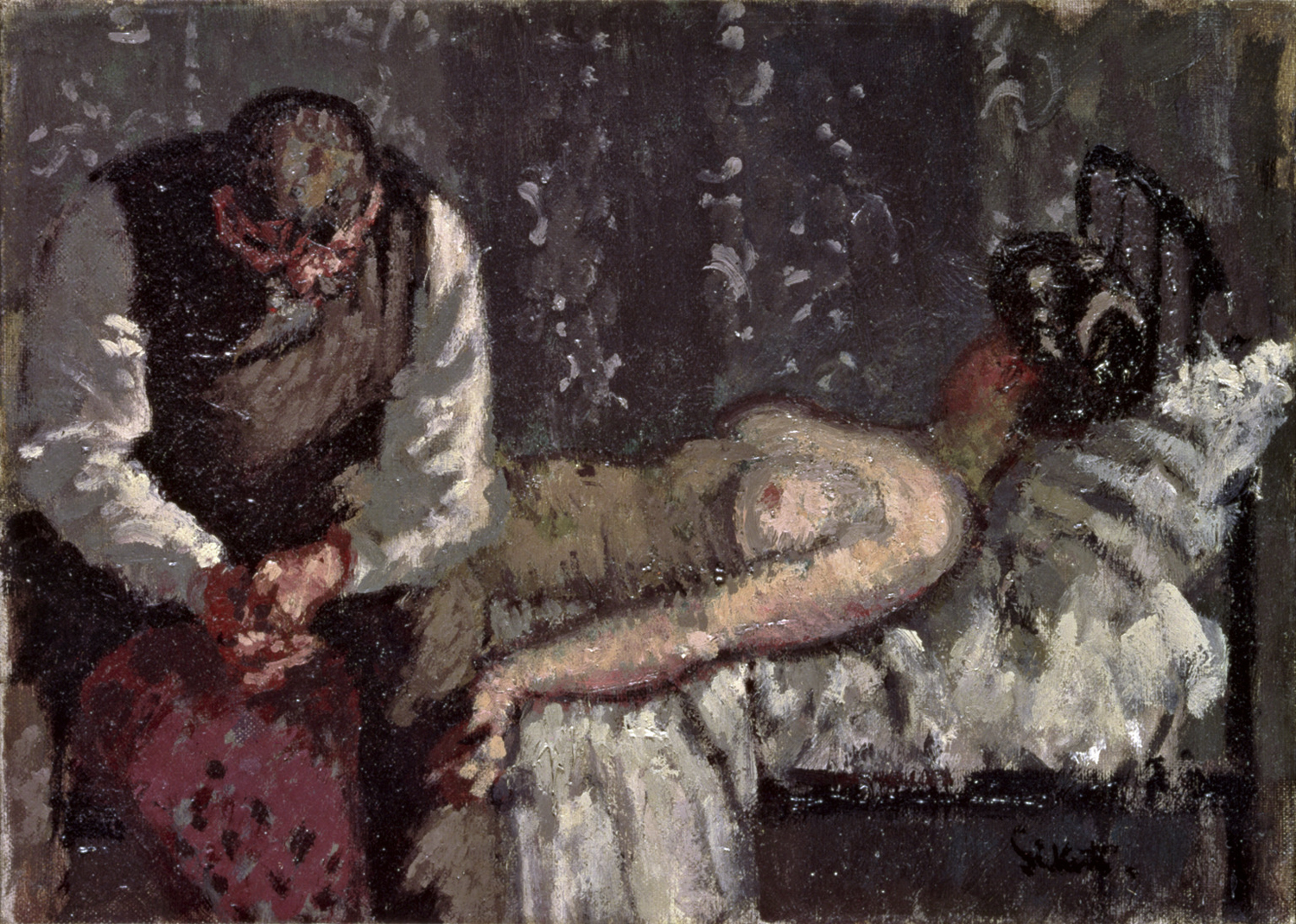
Vražda v Camden Town, původní název What Shall We Do for the Rent?, či také What Shall We Do to Pay the Rent, (Co uděláme, abychom zaplatili nájem)

Sickert byl fascinován městskou kulturou. Zkušenosti získával v dělnických částech Londýna, nejprve na trhu v Cumberlandu v letech 1890, poté v roce 1905 v londýnské čtvrti Camden Town. V Camden Town byl inspirován událostí, která zajistila Sickertovi proslulost v realistickém hnutí v Británii. Dne 11. září 1907 byla Emily Dimmocková, prostitutka podvádějící svého partnera, zavražděna ve svém domě v Agar Grove (tehdy St Paul's Road), v Camdenu. Po pohlavním styku jí muž během spánku podřízl hrdlo a ráno po činu odešel. Vražda v Camden Town se stala v tisku neustálým zdrojem chlípné senzacechtivosti. Již několik let Sickert maloval pochmurné ženské akty a pokračoval v tom, když záměrně zpochybňoval konvenční přístup k tomuto tématu – „Moderní záplava prezentací nic neříkajících obrazů pod důstojných jménem „akt“ ukazuje pouze uměleckou a intelektuální vyprázdněnost“ – čtyři ze svých obrazů včetně zobrazení mužské postavy s názvem The Camden Town Murder (Vražda v Camdenu) vystavil a vyvolal tak polemiku, která zajistila velkou pozornost jeho práci. Tyto obrazy však neukazují násilí, nýbrž truchlivost žití, což dokazuje fakt, že tři z nich byly původně vystaveny se zcela odlišnými názvy. První ze série Summer Afternoon (Letní odpoledne) nese výstižný název What Shall We Do for the Rent? (Jak zaplatíme nájem).
Tato díla je možno srovnávat s impresionismem, kterým byla inspirována. Jejich emocionální vyznění pouze naznačuje příběh, kterým se díla více podobala žánrové malbě, konkrétně Degasovu obrazu Interiér, ovšem dokumentární realismus obrazů z Camden Town byl v britském umění zcela bezprecedentní.
Tyto a další práce byly namalovány v silném impastu a úzkém tónovém rozsahu. Sickertovo nejznámější dílo Ennui (c. 1913) odhaluje jeho zájem o viktoriánské narativní žánry. Kompozice, která existuje nejméně v pěti verzích a byla také provedena technikou leptu zobrazuje pár v zanedbaném interiéru, oba hledí do prázdna, jako by už spolu nemohli ani komunikovat.
Těsně před první světovou válkou prosazoval avantgardní umělce Luciena Pissarra, Jacoba Epsteina, Augusta Johna a Wyndhama Lewise. Zároveň Sickert založil s dalšími umělci skupinu britských malířů Camden Town Group, pojmenovanou podle londýnské čtvrti, ve které žil. Tato skupina se setkávala neformálně od roku 1905, ale oficiálně byla založena v roce 1911. Byla ovlivněna postimpresionismem a expresionismem, ale soustředila se hlavně na scény často fádního předměstského života; Sickert sám řekl, že dává přednost kuchyni před salonem jako scéně pro své obrazy. [16]
V letech 1908 až 1912 a znovu v letech 1915 až 1918 pracoval jako učitel na Westminster School of Art, kde mezi jeho studenty byli David Bomberg, Wendela Boreel, Mary Godwin a John Doman Turner. V roce 1910 založil na Hampstead Road soukromou uměleckou školu Rowlandson House Škola existovala až do roku 1914; po většinu tohoto období byla jejím spolumajitelem a hlavním finančním podporovatelem malířka Sylvia Gosse, bývalá studentka Sickerta. Založil uměleckou školu v Manchesteru, kde mezi jeho studenty patřil Harry Rutherford.

## Další léta

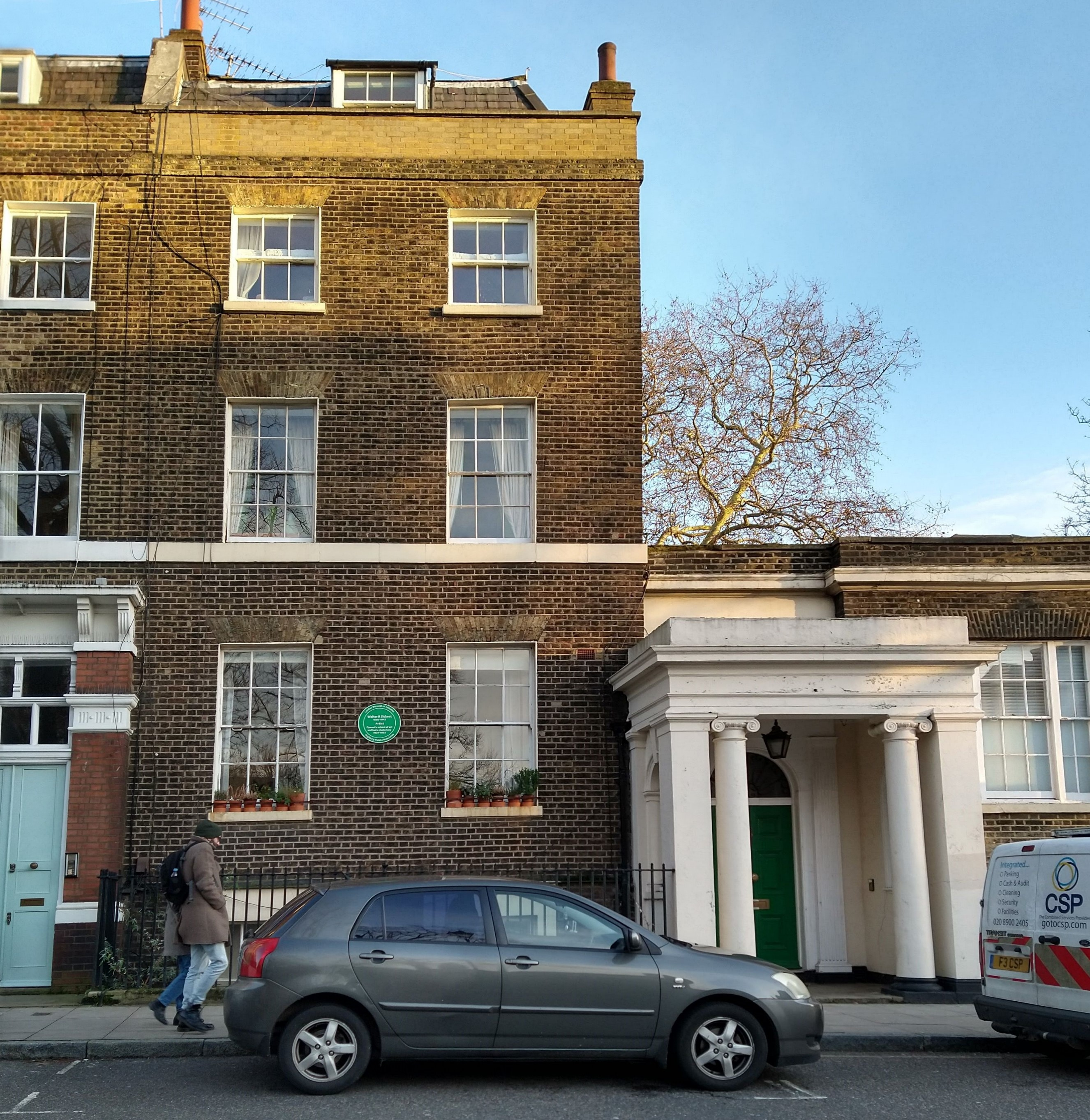
Sickertovo bývalé studio a škola na Highbury Place v Islingtonu v Londýně

V roce 1920 po smrti své druhé manželky se Sickert přestěhoval do Dieppe, kde maloval scény z kasin a kavárenského života až do roku 1922, kdy se vrátil do Londýna. V roce 1924 se stal členem Royal Academy. (ARA).
V roce 1926 onemocněl, uvažovalo se o menší mrtvici. V roce 1927 přestal používat své křestní jméno Walter a rozhodl se být znám jako Richard Sickert. Změnil se také jeho styl a téma: Sickert přestal kreslit a místo toho maloval podle fotografií, které obvykle pořídila jeho třetí manželka, Thérèse Lessore, nebo podle fotografií z různých magazínů. Fotografie byly zvětšeny podle rastru a přeneseny na plátno, přičemž na hotových obrazech je jasně viditelná původní tužkou předkreslená mřížka.
Sickertova pozdní tvorba, kterou mnozí jeho současníci považují za důkaz umělcova úpadku, předznamenávají praktiky Chucka Close a Gerharda Richtera. Ostatní obrazy z pozdního období Sickerta byly převzaty z ilustrací viktoriánských umělců jako Georgie Bowers a John Gilbert. Sickert, který oddělil tyto ilustrace od jejich původního kontextu a namaloval je v plakátových barvách, takže narativní a prostorová srozumitelnost se částečně roztříštila, nazval výsledná díla svými „anglickými ozvěnami“.
Kolem roku 1927 Sickert namaloval neformální portrét Winstona Churchilla. Churchillova manželka Clementine ho představila Sickertovi, který byl přítelem její rodiny. Oba muži spolu vycházeli tak dobře, že Churchill, jehož koníčkem bylo malování, napsal své manželce, že „jako malíři mi opravdu dává nový život“
Sickert učil studenty skupiny East London Group a krom toho v listopadu 1929 vystavoval v Galerii Lefevre. Svůj poslední lept vytvořil v roce 1929.
V letech 1928 až 1930 byl prezidentem Royal Society of British Artists (Královské společnosti britských umělců). V březnu 1934 se stal členem Royal Academician (RA), ale 9. května 1935 rezignoval na své členství na protest proti prezidentovu odmítnutí podpořit zachování sochařských reliéfů Jacoba Epsteina v budově British Medical Association (odborová lékařská organizace v Británii). V posledním desetiletí svého života se při vytváření svých obrazů stále více spoléhal na pomocníky, zejména na svou manželku.
Jedním z Sickertových nejbližších přátel a podporovatelů byl vydavatel novin a politik baron Max Aitken, 1st Baron Beaverbrook, který nashromáždil největší sbírku Sickertových obrazů na světě. Tato sbírka spolu se soukromou korespondencí mezi Sickertem a Beaverbookem je v galerii umění Beaverbrook ve Frederictonu v New Brunswicku v Kanadě. Sickert namaloval nejen portrét Beaverbrooka, také namaloval portréty dalších významných osobností jako byli Gwen Ffrangcon-Davies, Hugh Walpole, Valentine Browne, 6. hrabě z Kenmare a méně formální vyobrazení Aubrey Beardsley, krále Jiřího V. a Peggy Ashcroft.
Sickert zemřel v Bathu v Somersetu v roce 1942 ve věku 81 let. Ke konci života strávil v Bathu hodně času a mnoho jeho obrazů zachycuje rozmanité pouliční scény z tohoto města. Byl třikrát ženatý: od roku 1885 až do jejich rozvodu v roce 1899 s Ellen Cobden, dcerou Richarda Cobdena; od roku 1911 až do její smrti v roce 1920 s Christine Angus; a od roku 1926 až do své smrti s malířkou Thérèse Lessore. Je pohřben na hřbitově kostela sv. Mikuláše v Bathamptonu.
Sickertovou sestrou byla Helena Swanwick, feministka a pacifistka, aktivní v hnutí za volební právo žen.

## Styl a náměty

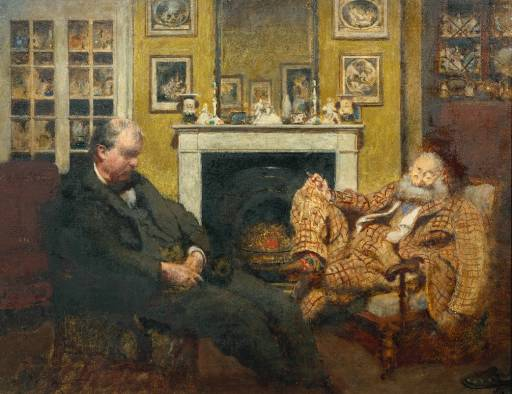
Henry Tonks. Sodales: Mr Steer and Mr Sickert, 1930

U svých prvních obrazů Sickert pokračoval ve Whistlerově stylu rychlého provedení „mokrý do mokrého“ pomocí velmi tekuté barvy. Následně přijal promyšlenější postup malování obrazů v několika fázích a „přikládal velkou důležitost tomu, co nazýval “kuchařskou stránkou malby“. Nejraději maloval nikoliv v přírodě ale z kreseb nebo v druhé polovině dvacátých let 20. století z fotografií nebo z populárních tisků viktoriánských ilustrátorů. Po přenesení vzoru na plátno pomocí mřížky provedl Sickert rychlé podmalování pomocí dvou barev, které se před nanesením finálních barev nechaly důkladně zaschnout. Neúnavně experimentoval s podrobnostmi své metody, vždy s cílem, podle autorky jeho životopisu Wendy Baronové, „malovat rychle, nejraději na dvě sezení, s maximální hospodárností a minimem rozruchu“.
Sickert měl tendenci malovat své kompozice v sériích. Je znám zejména svými interiérovými scénami, obrazy s tématem Benátek, scénami z hudebních divadel a portréty. Namaloval jen velmi málo zátiší. Pro své kompozice z hudebních divadel často volil složité a nejednoznačné úhly pohledu, takže prostorový vztah mezi publikem, umělcem a orchestrem není jednoznačný, postavy dělají svá gesta do prostoru a další se odrážejí v zrcadlech. Zdá se, že izolovaná rétorická gesta zpěváků a herců nikoho zvlášť neoslovují a postavy v publiku jsou vykresleny, jak se natahují a pokukují aby viděli věci, které leží mimo viditelný prostor. Toto téma zmatené nebo neúspěšné komunikace mezi lidmi se v jeho umění objevuje často. Zdůrazněním vzorů tapet a architektonických dekorací vytvořil Sickert abstraktní dekorativní arabesky a zploštil tak trojrozměrný prostor. Jeho obrazy z divadel se podobají Degasovým obrazům tanečníků a bavičů v kavárnách a na koncertech, spojují umělost samotného umění s konvencemi divadelního představení a malovanými kulisami.
Sickert často přiznával svou nechuť k tomu, co nazval „brutálním“ charakterem silně strukturované barvy. V článku, který napsal pro The Fortnightly Review v roce 1911, popsal svou reakci na obrazy Van Gogha: „Nesnáším jeho zacházení s prostředky, které miluji, tyto pásy kovové barvy, které zachycují světlo jako obarvená sláma...“ V reakci na práci Alfreda Wolmarka prohlásil, že „hustá olejová barva je nejvíce nedekorativní hmotou na světě“.
Nicméně Sickertovy obrazy ze série Vraždy v Camden Town z let 1906–1909 byly namalovány těžkým impastem s úzkým tonálním rozsahem, stejně jako řada dalších aktů obézních postav z období před první světovou válkou, kdy je tělesnost postav spojena s tloušťkou barvy – kompozice, která byla později převzata Lucianem Freudem. Vliv těchto obrazů na následující generace britských umělců byl zaznamenán v dílech Freuda, Davida Bomberga, Francise Bacona, Franka Auerbacha, Howarda Hodgkina a Leona Kossoffa.
V letech 1910 až 1920 se temné pochmurné tóny jeho raných obrazů postupně rozjasňovaly a Sickert postavil vedle sebe neočekávané tóny s novou smělostí v obrazech jako Brighton Pierrots (1915) a Portrait of Victor Lecourt (1921–24). Jeho několik autoportrétů obvykle obsahovalo herecký prvek jako narážku na jeho ranou hereckou kariéru: například Lazarus Breaks his Fast (asi 1927) a The Domestic Bully (c. 1935–1938). Na svých pozdních obrazech Sickert dává přednost jemně zastřeným závojům barvy, což popsala Helen Lessore jako „chladnou barvu rychle přetřenou teplým podmalováním (nebo naopak) na hrubém plátně a v omezeném rozsahu umožňující základní nátěr zastřít.
Sickert trval na důležitosti tématu v umění a řekl, že „všichni velcí umělci vyprávějí příběh“, ale ke svým subjektům přistupoval s odstupem. Podle malíře Franka Auerbacha „Sickertovo oddělení se od subjektu bylo stále více patrné na jeho přístupu bez zábran. Dával najevo že se často spoléhá na momentky a otištěné fotografie, které kopíroval, neváhal používat díla jiných, třeba i již mrtvých umělců a často je přebíral. Využíval rovněž služeb svých asistentů, kteří se významně a časem stále více podíleli na produkci jeho díla.“

## Sickert a Jack Rozparovač
Sickert se velmi zajímal o zločiny Jacka Rozparovače a věřil, že se ubytoval v místnosti, kterou obýval notoricky známý sériový vrah. Řekla mu to jeho hospodyně, která z vražd podezřívala předchozího nájemníka. Sickert udělal obraz pokoje a nazval jej Jack the Ripper's Bedroom (Ložnice Jacka Rozparovače), muzeum Manchester Art Gallery v Manchesteru. Obraz ukazuje temnou, melancholickou místnost s nejasnými detaily.
Ačkoli se už více než 80 let neobjevila žádná zmínka o tom, že by Sickert byl podezřelý ze zločinů Rozparovače, v 70. letech dvacátého století se někteří autoři začali opět zabývat myšlenkou, že Sickert byl Jack Rozparovač nebo alespoň jeho komplic.
- V roce 1976 Stephen Knight ve své knize Jack the Ripper: The Final Solution (Jack Rozparovač: Konečné řešení) tvrdil, že Sickert byl nucen stát se spolupachatelem vražd Rozparovače. Jeho informace pocházela od Josepha Gormana, který tvrdil, že je Sickertův nemanželský syn. I když Gorman později připustil, že lhal, Knightova kniha byla zodpovědná za konspirační teorii, která obviňuje příslušníka královské rodiny a svobodné zednáře ze spoluúčasti na vraždách Rozparovače.
- V letech 1989 až 1998 Alan Moore a Eddie Campbell vydali komiksový román From Hell (Z pekla)[41], který byl založen na teorii Stephena Knighta.[42][43]
- V roce 1990 Jean Overton Fuller ve své knize Sickert and the Ripper Crimes tvrdí, že zabijákem byl Sickert.
- V roce 2002 autorka kriminálních románů Patricia Cornwellová ve své knize Portrait of a Killer: Jack the Ripper—Case Closed (Portrét zabijáka: Jack Rozparovač – případ uzavřen), tvrdila, že Sickert byl Jack Rozparovač.[44] Psychologická motivace Sickerta: jeho úchylka byla způsobena vrozenou anomálií jeho penisu.[45] Cornwellová koupila 31 Sickertových obrazů a někteří v uměleckém světě uvedli, že jeden z nich zničila při hledání Sickertovy DNA, ale Cornwellová to popírá.[44][45] Přesto tvrdila, že má vědecky ověřený důkaz o tom, že mitochondriální DNA z jednoho z více než 600 dopisů Rozparovače zaslaných Scotland Yardu a mitochondriální DNA z dopisu napsaného Sickertem patří pouze jednomu procentu populace.[46] V roce 2017 vydala Cornwellová na toto téma další knihu Ripper: The Secret Life of Walter Sickert (Ripper: Tajný život Waltera Sickerta), ve které odkrývá to, co považuje za další důkaz o Sickertově vině.[47] V roce 2004 Dictionary of National Biography (Oxfordský slovník národní biografie) ve svém článku o Sickertovi zamítl jakékoli tvrzení, že byl Jackem Rozparovačem, jako „fantasy“.[48] V roce 2019 článek v magazínu Science a v časopise American Association for the Advancement of Science, uvedl, že obvinění Patricie Cornwellové, že Sickert byl Rozparovač bylo založeno na analýze DNA z dopisů, o kterých „mnoho odborníků věří ...že jsou falešné“ a že „další genetická analýza dopisů potvrdila, že vrahem mohla být i žena“.[49]

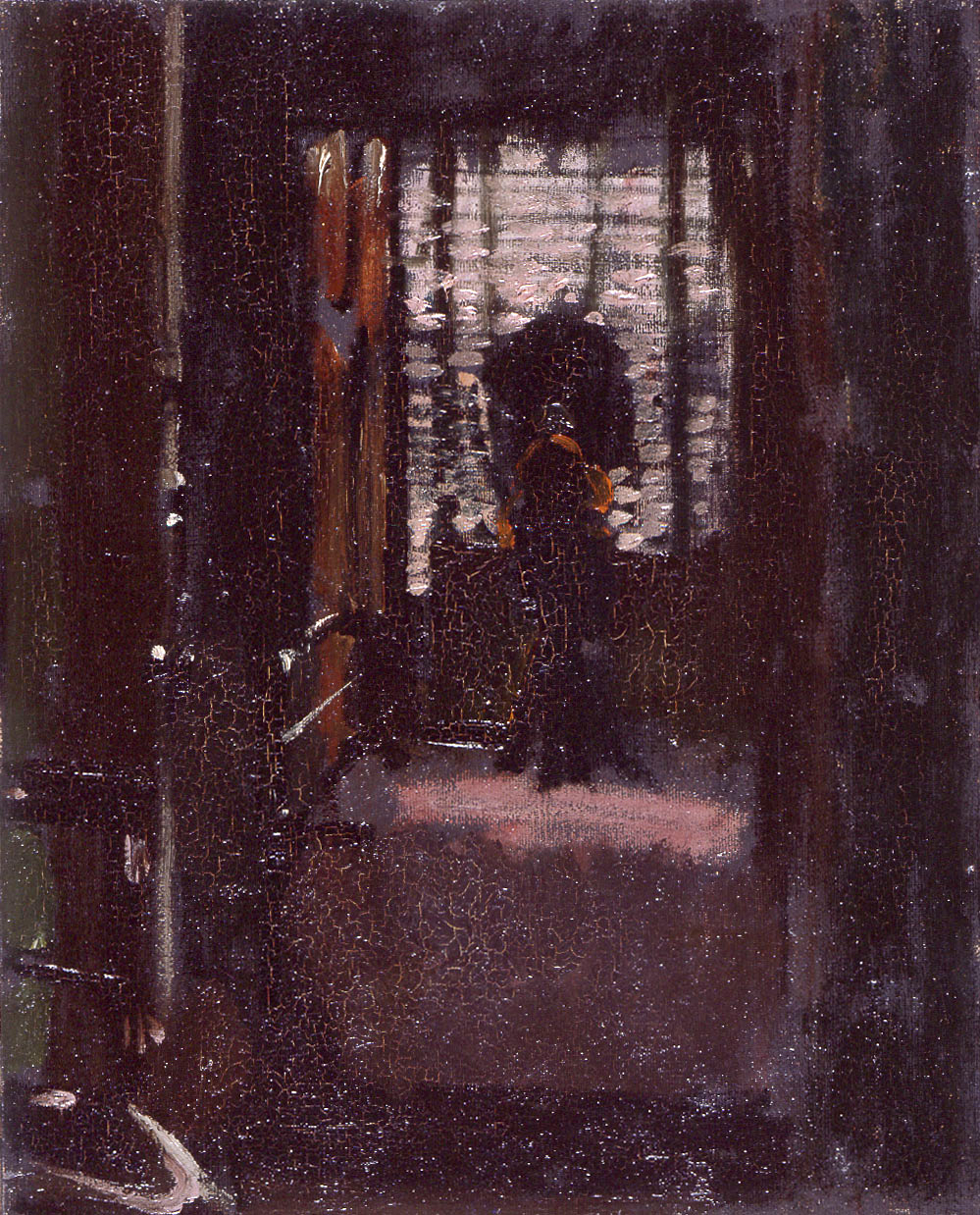
Jack Rozparovač v ložnici, asi 1907
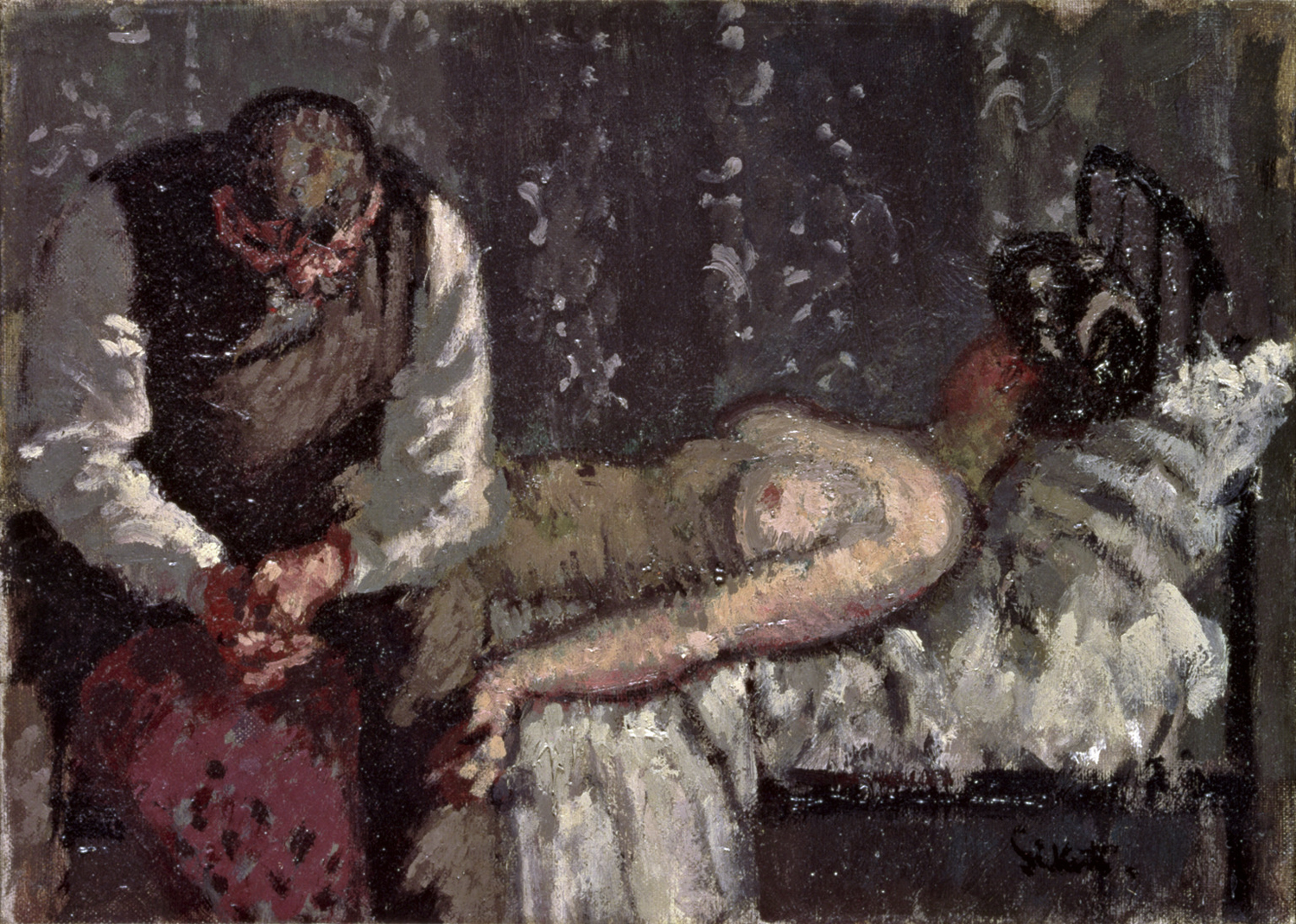
Walter Sickert, Vražda v Camden Town, původní název What Shall We Do for the Rent?,[14] také What Shall We Do to Pay the Rent,[50] 1908
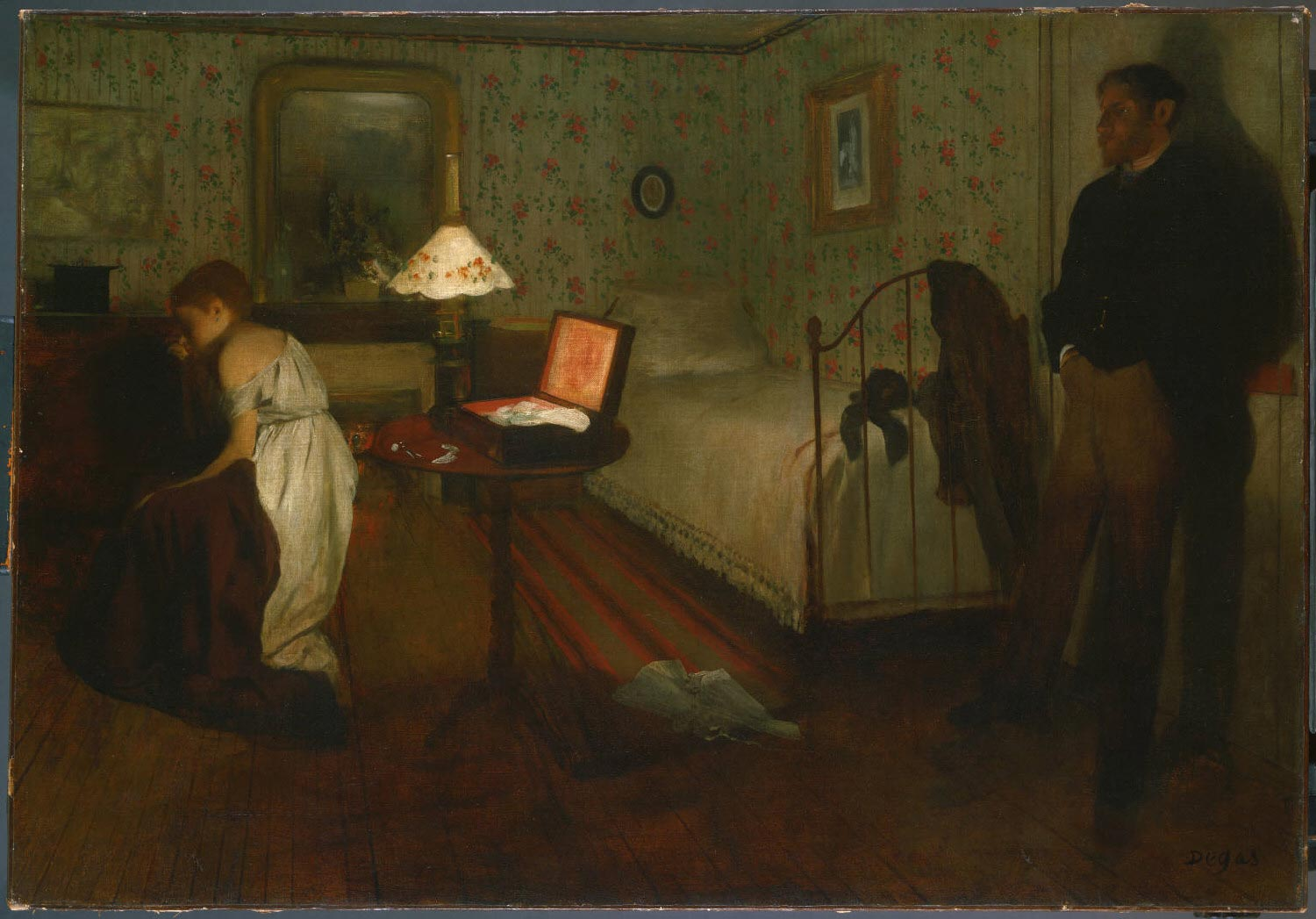
Interiér Edgar Degas, mezi 1868 a 1869, olej na plátně (vyloženo jako úzkostná svatební noc podle novely Émila Zoly)

## Osobní dokumenty
Osobní dokumenty Waltera Sickerta jsou uloženy v Islington Local History Centre. Další dokumenty jsou uchovávány v několika dalších archivech, zejména v archivu galerie Tate.